# Glaciazione del Karoo
La glaciazione del Karoo (o glaciazione del tardo Paleozoico) fu un periodo di glaciazione avvenuto tra 360 e 260 milioni di anni fa, nel corso del quale grandi calotte di ghiaccio erano presenti sulla superficie della Terra. Fu il secondo più grande periodo glaciale del Fanerozoico.
La denominazione deriva dalla tillite del Gruppo di Dwyka trovata nel Supergruppo del Karoo, in Sudafrica, in cui nel XIX secolo furono chiaramente identificate le evidenze di questa era glaciale.

## Origine
L'assemblaggio tettonico dei continenti dell'Euramerica (e più tardi con l'orogenesi uraliana nella Laurasia) e della Gondwana nella Pangea, nel corso dell'orogenesi ercinica e alleganiana, diede luogo alla formazione di una estesa massa continentale nella regione antartica; la chiusura dell'Oceano Reico e dell'Oceano Giapeto provocò l'interruzione delle correnti di acqua calda nell'oceano Pantalassa e nell'oceano della Paleotetide, il che portò al progressivo raffreddamento delle estati e all'accumulo di nevai durante gli inverni, causando l'estensione dei ghiacciai alpini fino a produrre una calotta di ghiaccio continentale che andò a coprire gran parte della Gondwana.
Sono stati identificati almeno due maggiori periodi glaciali associati con la glaciazione del Karoo:
- Il primo periodo glaciale è associato al sotto-periodo Mississippiano (tra 359,2 e 318,1 milioni di anni fa): le calotte di ghiaccio si espansero a partire da un nucleo in Sud Africa e in Sud America.
- Il secondo periodo glaciale è associato al sotto-periodo Pennsylvaniano (tra 318,1 e 299 milioni di anni fa): le calotte di ghiaccio si espansero a partire da un nucleo in Australia e India.

## Glaciazione del tardo Paleozoico
Secondo Eyles e Young, "la rinnovata glaciazione del tardo Devoniano è ben documentata in tre grandi bacini intracratonici in Brasile (bacini di Solimoes, Amazonas e Paranaiba) e in Bolivia. Nel Carbonifero inferiore (350 milioni di anni fa) cominciarono ad accumularsi strati glaciali nei bacini sub-andini di Bolivia, Argentina e Paraguay. Verso la metà del Carbonifero la glaciazione si era estesa in Antartide, Australia, Africa meridionale, Subcontinente indiano, Asia e Penisola arabica. Nel Carbonifero superiore (300 milioni di anni fa) una vasta porzione della Gondwana si trovava in condizioni glaciali. I depositi glaciali di maggior spessore del Permiano-Carbonifero sono il Gruppo di Dwyka (spessore 1000 m) nel Supergruppo del Karoo situato nella parte meridionale dell'Africa, il Gruppo di Itarare nel Bacino del Paraná in Brasile (1400 metri di spessore) e il Bacino Carnarvon nell'Australia orientale. Le glaciazioni permiano-carbonifere provocarono anche marcate variazioni eustatiche del livello medio dei mari che sono ben registrate nei bacini non glaciali. La glaciazione della Gondwana nel tardo Paleozoico può essere spiegata con la migrazione del supercontinente al di sopra del Polo Sud."
Nell'Etiopia settentrionale, evidenze di modificazioni del terreno collegate a glaciazioni come striature glaciali, rocce montonate e altre marcature delle rocce, si possono trovare interrate al di sotto dei depositi glaciali del Carbonifero-Permiano inferiore, come gli Edaga Arbi Glacials.

## Cause

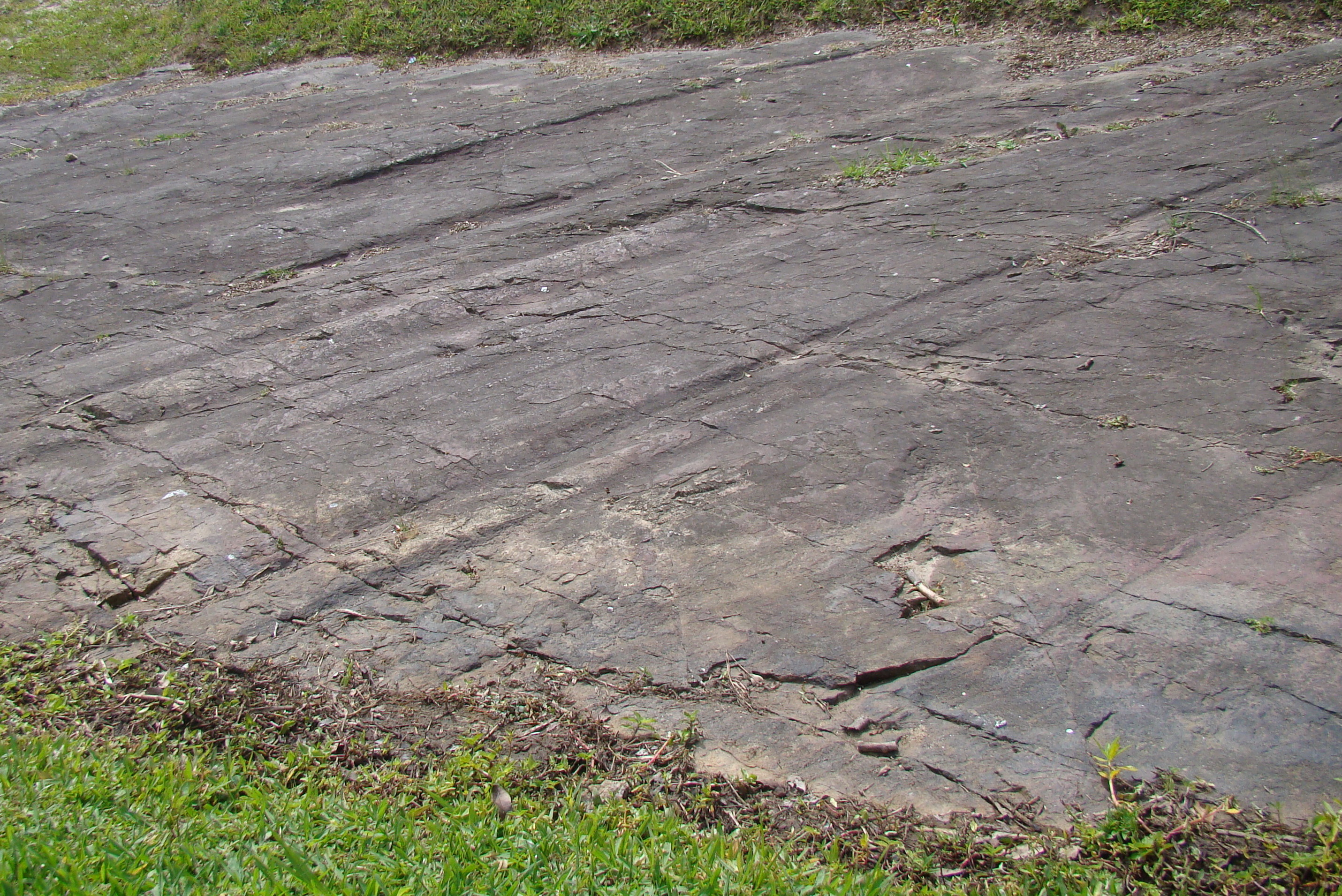
Striature glaciali formate dai ghiacciai del tardo Paleozoico nel Bacino del Paraná in Brasile.

L'evoluzione delle piante terrestri all'inizio del Devoniano portò a un progressivo e prolungato incremento del livello di ossigeno nell'atmosfera. Le grandi felci arboree (alte fino a 20 metri) erano il secondo gruppo di specie dominanti dopo le licofite (alte fino a 30-40 metri) nelle foreste del Carbonifero, che prosperavano rigogliose nelle paludi equatoriali estese dagli Appalachi alla Polonia e in seguito anche sui fianchi degli Urali. Il livello dell'Ossigeno raggiunse il 35%, mentre l'anidride carbonica scese al di sotto di 300 parti per milione, livello che oggi viene associato a un periodo glaciale.
Di pari passo con la riduzione dell'effetto serra, cominciava l'interramento della lignina e della cellulosa (derivanti dai detriti arborei) nelle grandi foreste del Carbonifero. Una tale riduzione della concentrazione dell'anidride carbonica sembra sufficiente a innescare il processo di cambiamento del clima polare, portando a estati più fresche che non permettono la completa fusione della neve accumulatasi durante l'inverno. La formazione di uno spessore di neve alto 6 metri è sufficiente a produrre una pressione capace di trasformare in ghiaccio la neve presente nel livello più basso.
L'espansione della superficie glaciale comportò come conseguenza anche un aumento dell'albedo che, riflettendo la luce solare, provocò un ulteriore raffreddamento del clima accrescendo quindi l'espansione delle zone ricoperte dal ghiaccio fino a che il processo raggiunse il culmine. L'abbassamento della temperatura limitò la crescita delle piante, mentre l'aumentato livello di ossigeno nell'atmosfera favorì gli incendi provocati dai fulmini nei temporali. La combinazione di questi effetti fece risalire il livello dell'anidride carbonica favorendo il riscaldamento collegato all'effetto serra; nel successivo periodo Permiano il livello della CO2 risalì al di sopra delle 300 ppm. Anche l'evoluzione delle termiti, il cui stomaco fornisce un ambiente anossico per la degradazione della lignina da parte dei batteri metanogeni, permise di far ritornare il carbonio nell'atmosfera sotto forma di metano, gas caratterizzato da un elevato effetto serra.
L'insieme di questi fattori dapprima bloccò l'espansione dei ghiacciai e in seguito portò anche alla loro progressiva diminuzione, riducendo così anche l'albedo e portando a estati e inverni più caldi; di conseguenza si ridusse lo spessore del ghiaccio e l'ampiezza delle zone ricoperte. L'aumento della temperatura provocò l'innalzamento del livello dei mari e l'allagamento delle zone precedentemente acquitrinose trasformando la torba in carbone. Nel giro di 250 milioni di anni il livello di ossigeno nell'atmosfera ritornò ai livelli attuali.